# Bethany Hamilton
Bethany Meilani Hamilton (Lihue, Hawaii, 8 de Fevereiro de 1990) é uma surfista americana.  Em 2003 ela sobreviveu a um ataque de tubarão, mas teve o braço esquerdo amputado, voltando a surfar profissionalmente um ano depois. A atleta escreveu sobre sua experiência em 2004 na sua autobiografia: "Soul Surfer: A True Story of Faith, Family, and Fighting to Get Back on the Board" (em português: "Soul Surfer: A verdadeira história de fé, família e luta para voltar ao esporte"). Em abril de 2011, o filme baseado no livro Soul Surfer foi lançado com entrevistas adicionais.

## Carreira no Surfe
| Colocações em competições de surfe |                                                   |                    |           |
| Ano                                | Evento                                            | Lugar              | País      |
| ---------------------------------- | ------------------------------------------------- | ------------------ | --------- |
| 1998                               | Rell Sunn Menehune                                | 1° lugar           | USA       |
| 2002                               | Open Women's Division of the NSSA                 | 1º lugar           | USA       |
| 2004                               | NSSA National Competition                         | 5° lugar           | USA       |
| 2005                               | NSSA National Competition                         | 1º lugar           | USA       |
| 2005                               | O'Neill Island Girl Junior Pro tournament         | 1º lugar           | USA       |
| 2006                               | NSSA National Championship: 18-and-under Finalist | 5º lugar           | USA       |
| 2006                               | Hawaii Team Highlights                            | 4º lugar 5º lugar* | USA       |
| 2007                               | NSSA Regionals                                    | 5º lugar           | USA       |
| 2007                               | T & C Pipeline Women's Pro                        | 4º lugar           | USA       |
| 2008                               | US Open of Surfing – Huntington Beach, California | 5º lugar           | USA       |
| 2008                               | Roxy Pro Surf Festival – Phillip Island           | 3º lugar           | Australia |
| 2009                               | Rio Surf International no Rio de Janeiro          | 3º lugar           | Brasil    |
| 2009                               | Billabong ASP World Junior Championship           | 2º lugar           | Australia |
| 2014                               | Surf n Sea Pipeline Women's Pro                   | 1º lugar           | USA       |

*4° no evento Brasil, 5° nos Jogos Mundiais evento nos Estados Unidos.

## Ataque de Tubarão e Recuperação
Em 31 de outubro de 2003, aos 13 anos, Bethany Hamilton foi surfar de manhã ao longo de Tunnels Beach, Kauai com a melhor amiga Alana Blanchard, o pai e o irmão de Alana, Holt e Bryan. Cerca de 7h30, com inúmeras espécies existentes na região, ela estava deitada em sua prancha com o braço esquerdo pendurado na água, quando um tubarão-tigre a atacou, cortando seu braço esquerdo abaixo do ombro. Os Blanchards a ajudaram a remar de volta à costa e, em seguida, o pai de Alana formou um torniquete e envolveu-o em torno do coto de seu braço, antes que ela fosse levada às pressas para Wilcox Memorial Hospital.
Até o momento da chegada ao hospital, a surfista havia perdido mais de 60% de seu sangue e estava em choque hipovolêmico. Em seguida, um médico que estava em um hotel nas proximidades correu para o resgate. Seu pai, que estava programado para uma cirurgia no joelho, naquela manhã, já estava lá, mas ela tomou o seu lugar na sala de cirurgia. Ela passou uma semana em recuperação antes de ser liberada. Durante entrevistas posteriores à mídia, Bethany confirmou que se sentia normal quando foi mordida, sem sentir muitas dores no momento da fatalidade.
Ao receber a notícia do ataque do tubarão, uma família de pescadores liderados por Ralph Young apresentou aos investigadores fotos de um tubarão-tigre de 14 pés (medida usada nos EUA) de comprimento que haviam capturado e matado cerca de um quilômetro do local do ataque. Tinha restos da prancha em sua boca. As medições da boca do animal tinham similaridade com a mordida na prancha quebrada de Hamilton. No final de 2004, a polícia confirmou oficialmente essa versão.
Apesar do trauma do incidente, Hamilton estava determinada a voltar a surfar. Inicialmente, ela adotou uma prancha feita sob medida, que era mais longa e um pouco mais grossa do que o padrão, além de contar com uma alça para o braço direito, tornando mais fácil a remada. Depois de ensinar a si mesma a surfar com apenas um braço, no dia 10 de janeiro de 2004, ela entrou em uma competição importante.
Atualmente, a surfista usa pranchas de desempenho competitivo padrão.

## Mídia
Desde o ataque, ela tem sido convidada em inúmeros programas de televisão. Seu gerente Roy "Dutch" Hofstetter, que passou a produzir o filme "Soul Surfer", conseguiu sua ascensão através da mídia de "vítima de ataque de tubarão" para "modelo inspirador". A televisão mostra que ela tem aparecido em incluir The Biggest Loser, 20/20, Good Morning America, Inside Edition, The Oprah Winfrey Show, The Ellen DeGeneres Show, The Today Show e The Tonight Show, assim como em revistas People, Time e American Girl. Além disso, ela foi a reportagem de capa na edição de estreia da revista 'Nine'.
Em 2004, ela ganhou o ESPY Award por  Best Comeback Athlete. and also received the Courage Teen Choice Award.
Em 2004, a MTV Books publicou o livro de Hamilton, 'Soul Surfer: A Verdadeira História de Fé, Família e Luta para voltar a Prancha' (ISBN 0-7434-9922-0), que descreve a sua provação. Sua história também é contada em 2007 curta-metragem documentário,  Heart of a Soul Surfer, dirigido por Becky Baumgartner. Descrito como um 'documentário baseado na fé', o filme se dirige ao cristianismo devoto, destacando a coragem e a fé em Jesus Cristo após o ataque de tubarão, e acompanha a busca por um sentido espiritual. 
Em 7 de agosto de 2009, ela era uma concorrente na Are You Smarter Than a Fifth Grader? - ou em português Você é mais esperto do que um aluno da quinta série? - e ganhou $ 25.000. Em 16 de maio de 2010, ela apareceu em um episódio da ABC Extreme Makeover: Home Edition.
Em março de 2011, Hamilton fez um vídeo para a organização cristã, I Am Second, contando sobre sua luta após o ataque de tubarão e como ela confiava em Deus para levá-lo com ela.
Em 8 de abril de 2011, um longa-metragem Soul Surfer, baseado em seu livro 2004, foi lançado nos cinemas. Hamilton foi retratada pela atriz AnnaSophia Robb. Hamilton realizou todas as manobras de surf-níqueis no filme.  O filme foi lançado em DVD e Blu-ray em 2 de agosto de 2011.
Em 11 de outubro de 2011, ela apareceu na série 19 Kids and Counting, no episódio intitulado "Duggars Under the Sea", em que a família Duggar a visitou, em Atlanta, Georgia.
Hamilton interpreta a si mesma no próximo filme Dolphin Tale 2, que gira em torno de história do golfinho bebê, Hope. As filmagens começaram em Clearwater, Florida em 07 de outubro de 2013 e está previsto para ser lançado em 12 de setembro de 2014.
Hamilton e seu marido, Adam Dirks, vão competir como uma equipe em The Amazing Race 25. Filmado em Junho de 2014, que está definido para estreia em 26 de setembro na CBS.

## Vida Pessoal
Bethany foi educada em casa a partir dos 10 anos de idade. Ela é a caçula de três irmãos. No início de 2012, Hamilton conheceu o ministro da juventude Adam Dirks através de amigos em comum. Eles ficaram noivos em abril de 2013. O casal se casou em 18 de agosto de 2013 na frente de 300 amigos e familiares em uma praia isolada na costa norte de Kauai, perto de onde ela cresceu. Em fevereiro de 2015, Bethany anunciou num vídeo ao lado do marido que está a espera de seu primeiro filho. Ela é agora mãe de dois meninos, Tobias nascido a 1 de Junho de 2015 e Wesley, nascido em 2018 e está agora à espera do seu terceiro filho.